# دي. ميتشيل
دي. ميتشيل (بالإنجليزية: D. J. Mitchell)‏ (و. 1987  م) هو لاعب كرة قاعدة أمريكي، ولد في وينستون-سالم، كارولاينا الشمالية، مركز لعبه هو مرسل الكرة ‏.

## روابط خارجية
- دي. ميتشيل على موقع دوري كرة القاعدة الرئيسي (الإنجليزية)
- دي. ميتشيل على موقعبيزبول رفرنس.كوم (الدوري الرئيسي) (الإنجليزية)
- دي. ميتشيل على موقعبيزبول رفرنس.كوم (الدوري الثانوي) (الإنجليزية)
- دي. ميتشيل على موقع إي إس بي إن.كوم (أم.أل.بي) (الإنجليزية)
- دي. ميتشيل على موقع مشجعي الرسوم البيانية (الإنجليزية)